# 柿ノ木坂幼稚園
柿ノ木坂幼稚園（かきのきざかようちえん）は、東京都目黒区にあった私立幼稚園。キリスト教精神に基づく幼児教育の第一人者とも言われた佐藤初重によって1936年に創設され、子供の創造性を尊重する少数教育を標榜する名門幼稚園として知られていた。

## 概要
1972年当時、月謝は8千円と一般的な私立幼稚園の倍額程度であり、遠隔地から自動車で送り迎えがあるような富裕層の子弟が通う「名門」幼稚園であった。1981年には年間経費が75万円で、平均額の3倍となっている。
佐藤園長の没後に経営状態が悪化し、約8億円の負債が不良債権となっていることが報じられた。佐藤園長が校長を務めていた草苑保育専門学校が経営難に陥った際に当園の土地を担保に銀行から借り入れを行い救済したが、専門学校から借用書を取らなかったたために借り入れだけが残ったとも、バブル景気の頃に隣地を購入して園庭を整備したのが重荷になっていたともされている。2006年には競売にかけられ、2008年ごろまでに園舎は解体され実質的に閉園となったが、法令上は2023年現在も学校法人柿ノ木坂学園により設置された状態のままになっている。

## 園舎
園舎は高級住宅街の中に位置しアオキの生け垣に囲まれていた。普通の一戸建てを大きくしたような設計になっており、北欧風の大屋根と、木造の縁側が特徴的であった。遊戯室には床暖房が導入されていた。2階には観察室があり、園児に気付かれることなく保護者が園児の様子を見ることができたほか、記録映画の撮影や上映を行っていた。
園舎が充実していたのに比較すると園庭は手狭であったが、後に隣地を購入して"芝草の庭"と呼ぶ園庭が整備された。

## 皇族の受け入れ
1973年度に当時皇族だった黒田清子（紀宮）が通園したことで脚光を浴びた。兄である浩宮と礼宮は2年保育の学習院幼稚園に通ったが、紀宮は4月生まれで2年保育の開始時にはほぼ5歳になってしまうのが遅すぎると考えられたことと、後々臣籍降嫁することが見込まれるため市井の生活に触れさせる方針となったことから、3年保育の幼稚園に1年限り通わせた後で学習院幼稚園に移ることになった。様々な候補のなかから小規模園が選ばれた結果とされているが、美智子妃の兄妹の子弟（紀宮の従兄弟にあたる）が通っていたことも一要因とする指摘もある。

## 著名な関係者

### 在園者
- 黒田清子[2]
- 川口浩[3]

### 在園者の父兄
- 坂本九[5]
- 佐久間良子[5]
- 正田巌[2]
- 安西孝之[2]